# Trzęsienie ziemi na Oceanie Indyjskim (2004)
Trzęsienie ziemi na Oceanie Indyjskim – podwodne trzęsienie ziemi o magnitudzie 9,1, którego hipocentrum znajdowało się ok. 30 km pod dnem Oceanu Indyjskiego w pobliżu zachodniego wybrzeża północnej Sumatry (3°31′64″N, 95°85′43″E) 250 km na południowy wschód od Banda Aceh. Główny wstrząs nastąpił 26 grudnia 2004 o godzinie 1:58:53 czasu warszawskiego (00:58:53 UTC, 7:58:53 czasu lokalnego w Dżakarcie i Bangkoku). Według sejsmologów było to trzecie pod względem siły trzęsienie ziemi od roku 1900, od kiedy to prowadzi się ciągłe obserwacje sejsmiczne. Trzęsienie ziemi wywołało fale tsunami, które najpierw dotarły do wybrzeży Indonezji, a w ciągu kolejnych kilku godzin uderzyły w wybrzeża kilku innych państw Azji Południowo-Wschodniej, a później także Afryki. Sięgające 15 m fale zniszczyły nadmorskie wsie i miasteczka, a także kąpieliska odwiedzane o tej porze roku przez zagranicznych turystów.
Największe zniszczenia tsunami spowodowało na wybrzeżu Indonezji (prowincja Aceh), Sri Lanki i Indii (stan Tamil Nadu, Andhra Pradesh oraz w archipelagach Andamanów i Nikobarów) oraz Tajlandii (m.in. na wyspie Phuket). Mniejsze zniszczenia odnotowano w Malezji, Mjanmie, na Malediwach, Seszelach oraz w Somalii. Według bilansu publikowanego przez AFP liczba zabitych wyniosła prawie 230 tys. Kilka milionów osób straciło dach nad głową.

## Charakterystyka trzęsienia ziemi

Fala tsunami powstała po trzęsieniu ziemi

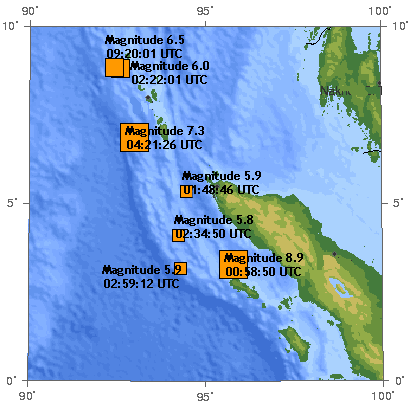
Lokalizacja źródła fali sejsmicznej oraz wstrząsów wtórnych (Źródło: USGS)

Początkowo siłę wstrząsu oceniano na 6,8 stopnia w skali Richtera. Jednak dla tak potężnych trzęsień bardziej właściwe jest podawanie magnitudy momentu sejsmicznego, którą początkowo obliczono na 8,1 (USGS), by później zrewidować jej wartość do 8,5, dalej do 8,9. Ostatecznie sejsmolodzy podali wartość magnitudy 9,0. Było to zatem najsilniejsze trzęsienie ziemi od blisko 40 lat. Od roku 1900, odkąd prowadzi się regularne obserwacje sejsmiczne, zarejestrowano tylko cztery wstrząsy o większej magnitudzie. Niektóre z nich były również źródłem fal tsunami, ale liczba ich ofiar nie przekraczała tysiąca.
| Mag. | Rok  | Obszar          | Uwagi |
| ---- | ---- | --------------- | ----- |
| 9,5  | 1960 | Chile           |       |
| 9,2  | 1964 | Alaska, USA     |       |
| 9,1  | 1957 | Alaska, USA     | [ 2 ] |
| 9,0  | 1952 | Kamczatka, ZSRR | [ 3 ] |

Hipocentrum znajdowało się na zachód od Sumatry 30 km pod poziomem morza. Obszar ten jest częścią tzw. pacyficznego pierścienia ognia, czyli obszaru bardzo aktywnego sejsmicznie. Fale sejsmiczne odczuwalne były w Bangladeszu, Indiach, Malezji, Birmie, Singapurze, Tajlandii i na Malediwach. Niezwykła była rozległość obszaru generującego wstrząsy. Według szacunków 1200 km uskoku tektonicznego osunęło się o 15 metrów do strefy subdukcji, w której Płyta indyjska zanurza się pod płytą birmańską. Dno morskie Płyty Birmańskiej podniosło się około 10 metrów. Ruch ten był źródłem fal uderzeniowych poruszających się z prędkością 800 km/h, które po dotarciu na wybrzeża przekształciły się w zabójcze fale tsunami.

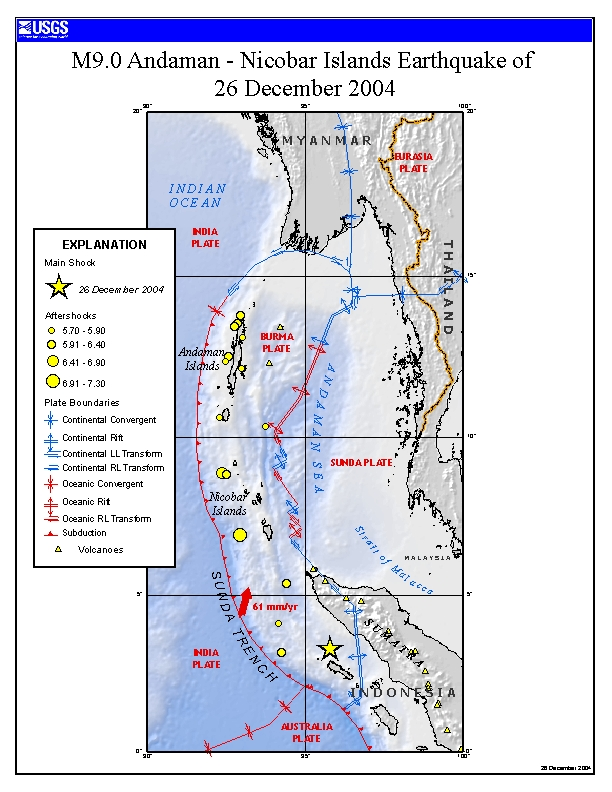
Płyty tektoniczne w pobliżu epicentrum (Źródło: USGS)

Płyta indyjska jest częścią większej płyty tektonicznej – Płyty Indoaustralijskiej – która tworzy granice Oceanu Indyjskiego oraz Zatoki Bengalskiej. Całość przemieszcza się w kierunku północno-wschodnim z prędkością 6 cm/rok (ocenia się zatem, że podczas tego wstrząsu przesunęła się o tyle ile zwykle w ciągu 330 lat). Płyta indyjska styka się z płytą birmańską, uznawaną za część większej Płyty Euroazjatyckiej, a która niesie ze sobą archipelagi Nikobarów i Andamanów oraz północną Sumatrę. Razem z nią porusza się na wschód. Płyta indyjska zanurzająca się pod birmańską topnieje pod wpływem rosnącej temperatury i ciśnienia. Powstała w ten sposób magma przemieszcza się w górę, tworząc wulkaniczny Łuk Sundajski. Przesuwające się płyty mogą się zatrzymać, nagromadzone wówczas naprężenia rozładowały się podczas tego wstrząsu.

## Wstrząsy wtórne oraz inne wydarzenia geologiczne
Po głównym wstrząsie zarejestrowano szereg wtórnych. Na Wyspach Andamańskich w ciągu kilku następnych dni pojawiły się wstrząsy o magnitudzie w zakresie 5,7 – 6,3. W innych obszarach zarejestrowano też wstrząsy o magnitudzie 7,1 oraz 6,6. W obszarze hipocentrum pojawiły się natomiast drgania o sile w zakresie od 5,0 do 6,3.
Trzy dni przed wstrząsem zarejestrowano inne trzęsienie ziemi o magnitudzie 8,1 na niezamieszkanych wyspach na zachód od Nowej Zelandii (Wyspy Auckland) oraz leżącej na południe od Australii wyspie Macquarie.
| Zabici       | Rok  | Mag. | Obszar                | Uwagi               |
| ------------ | ---- | ---- | --------------------- | ------------------- |
| 830 tys.     | 1556 | 8    | Shaanxi, Chiny        | szacunek historyków |
| ok. 655 tys. | 1976 | 7,5  | Tangshan, Chiny       | Oficjalnie 242 769  |
| 316 tys.     | 2010 | 7,0  | Port-au-Prince, Haiti |                     |
| 230 tys.     | 1138 |      | Aleppo, Syria         |                     |
| 227 898      | 2004 | 9,1  | Sumatra, Indonezja    |                     |
| 200 tys.     | 856  |      | Damghan, Iran         |                     |
| 200 tys.     | 1920 | 7,8  | Gansu, Chiny          |                     |
| 150 tys.     | 893  |      | Ardabil, Iran         |                     |
| 143 tys.     | 1923 | 7,9  | Tokio, Japonia        |                     |

Statystycznie wstrząsy o magnitudzie 8,1 zdarzają się co roku. Istnieje hipoteza, według której ta seria trzęsień ziemi mogła mieć charakter reakcji łańcuchowej. Wcześniejsze wstrząsy mogły zburzyć chwiejną równowagę pomiędzy płytami tektonicznymi po przeciwnej stronie Płyty Indoaustralijskiej. Ciekawa jest zbieżność czasowa z trzęsieniem ziemi, które miało miejsce 26 grudnia na terenie chińskiej prowincji Junnan (1 osoba zabita, 23 ranne). Wielkie trzęsienie na Oceanie Indyjskim pojawiło się dokładnie rok po zniszczeniu miasta Bam w Iranie, ale ta zbieżność jest uznawana za przypadkową. To trzęsienie miało magnitudę 6,6 i zabiło ok. 30 tys. ludzi.
| Zabici   | Rok  | Obszar                   | Uwagi             |
| -------- | ---- | ------------------------ | ----------------- |
| 100 tys. | 1755 | Lizbona, Portugalia      | Trzęsienie i fala |
| 40 tys.  | 1782 | Morze Południowochińskie |                   |
| 36 tys.  | 1883 | Krakatau, Indonezja      |                   |
| 8 tys.   | 1976 | Zatoka Gulf, Filipiny    |                   |

Niedługo przed 26 grudnia na terenie Australii zorganizowano testy sejsmiczne polegające na kontrolowanych eksplozjach. Fale dźwiękowe miały posłużyć do poszukiwania złóż surowców. Istnieje podejrzenie, że ich ubocznym skutkiem było wypłynięcie na plaże w Tasmanii, Nowej Zelandii oraz Australii 169 wielorybów i delfinów. Śmierć zwierząt nastąpiła pod koniec listopada roku 2004.
W tym samym rejonie miało potem miejsce pierwsze w serii trzęsienie ziemi z magnitudą powyżej 8. Jednak geolodzy uważają, że wielki wstrząs na Oceanie Indyjskim nie mógł być ubocznym skutkiem eksplozji testowych. Ich energia była zbyt mała. Jednak w przeszłości wydobycie ropy przez ludzi zainicjowało trzęsienie ziemi.

### Moc wielkiego trzęsienia ziemi
| Miejsce                            | Wys. (cm) | Uwagi                       |
| ---------------------------------- | --------- | --------------------------- |
| Samoa, Pago Pago                   | 13        |                             |
| Antarktyda, Showa                  | 73        | 8900 km od epi.             |
| Chile, Iquique                     | 19        |                             |
| Fidżi, Suwa                        | 11        |                             |
| Meksyk, Manzanillo w stanie Colima | 260       | kształt dna dodał siły fali |
| Nowa Zelandia, Jackson Bay         | 65        |                             |
| Peru, Callao                       | 50        |                             |
| USA, San Diego                     | 22        |                             |
| Vanuatu, Port Vila                 | 18        |                             |

Całkowita energia wyzwolona podczas trzęsienia o magnitudzie 9,0 jest mniej więcej równa miesięcznej konsumpcji prądu elektrycznego w Stanach Zjednoczonych. Huragan Isabel wyzwolił taką energię w ciągu 70 dni swojej niszczycielskiej działalności. Każdy wzrost magnitudy o 1 to 32-krotny wzrost energii, a 2 – 1000-krotny.

Animacja obrazująca rozchodzenie się fal

Wielkie trzęsienie ziemi wywołało tak znaczny ruch, że wpłynęło na obrót Ziemi. Niektóre modele teoretyczne sugerują, że doba na Ziemi została skrócona o 3 milionowe części sekundy (3 µs). Tymczasem siły pływowe Księżyca, wydłużają okres obrotu Ziemi o całe 15 µs w ciągu roku. W ciągu 3 miesięcy doba powróciła do swojej starej długości. Wstrząs wywołał też przesunięcie osi Ziemi o 2,5 cm (na biegunie). Jednakże naturalne ruchy osi obrotu Ziemi mogą być rzędu 15 metrów.
Niektóre wyspy położone na południowy zachód od Sumatry oddaliły się od niej nawet o 20 metrów. Północne krańce samej Sumatry przemieściły się ok. 36 metrów w tym samym kierunku. Jednak są to tylko przewidywania, a ich potwierdzenie zostanie uzyskane dopiero po przeprowadzeniu pomiarów z wykorzystaniem systemu GPS.

## Zniszczenia oraz ofiary

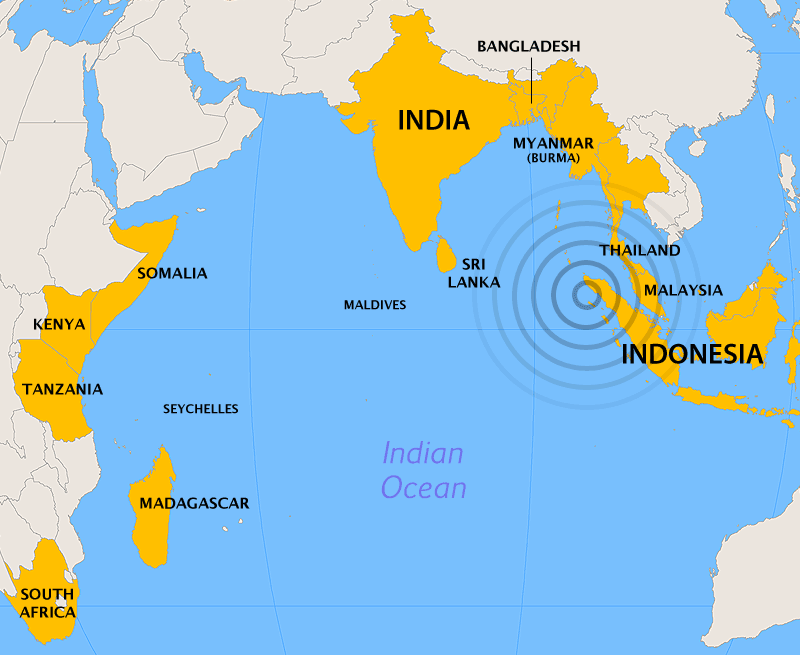
Kraje najbardziej dotknięte przez wielkie trzęsienie ziemi na Oceanie Indyjskim

Trzęsienie ziemi stało się źródłem fal uderzeniowych. Kiedy zbliżyły się one do wybrzeży Oceanu Indyjskiego, zamieniły się w tsunami. Na Pacyfiku zarejestrowano fale o wysokości nie przekraczającej kilku centymetrów. Organizacje humanitarne stwierdziły, że co trzecia ofiara kataklizmu była dzieckiem. Wśród ofiar znalazły się tysiące turystów z całego świata, którzy spędzali razem z dziećmi Boże Narodzenie na słonecznych plażach Oceanu Indyjskiego.
Fale tsunami częściej zdarzają się nad Oceanem Spokojnym. Rządy krajów leżących nad tym akwenem zorganizowały system ostrzegania o nadciągających falach. W ciągu ostatniej dekady XX wieku kilka razy fale tsunami uderzyły na indonezyjskie wyspy należące do Pacyfiku:
- Flores (12 grudnia 1992),
- Jawa (3 lipca 1994),
- Sulawesi (3 maja 2000).

Ostatnie uderzenie tsunami na Oceanie Indyjskim zostało wywołane wybuchem wulkanu Krakatau w roku 1883. Wielka fala tsunami z 26 grudnia była pierwszą od 100 lat, która uderzyła na wybrzeża Oceanu Indyjskiego. Ludność była do tego stopnia nieprzygotowana na nadejście ściany wody, że niektórzy obserwowali jej przybycie, zamiast ratować swoje życie.
Po kataklizmie stan zagrożenia ogłosiły Sri Lanka, Indonezja oraz Malediwy. ONZ ogłosiła, że operacja ratunkowa będzie najdroższa w historii tej organizacji. Specjaliści obawiali się, że na skutek klęski może wybuchnąć epidemia, która pochłonie drugie tyle ofiar. Wiele państw oraz organizacji pozarządowych podjęło akcję humanitarną, aby pomóc ofiarom żywiołu.
Godziny opisywanych wydarzeń podawane są według czasu lokalnego oraz czasu warszawskiego. Różnica czasu pomiędzy Polską i dotkniętymi kataklizmem rejonami: Kenia i Somalia +2; Mauritius, Réunion +3; Malediwy +4; Indie +4:30; Bangladesz, Sri Lanka +5:00; Wyspy Kokosowe +5:30;zachód Indonezji, Tajlandia +6; Malezja, Singapur +7. Trzęsienie ziemi miało miejsce o 01:58:53 czasu warszawskiego.

### Indie

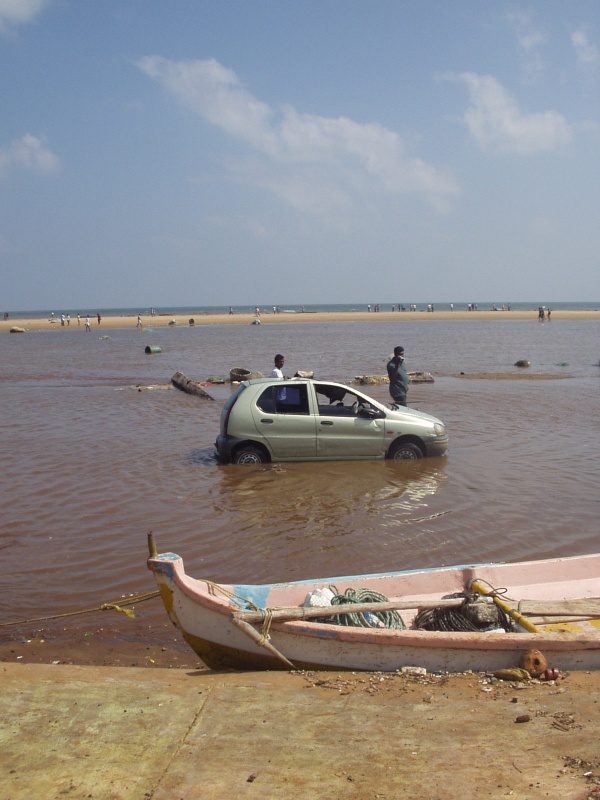
Większość plaży Marina w Ćennaju zostało zalane wodą pozostałą po tsunami

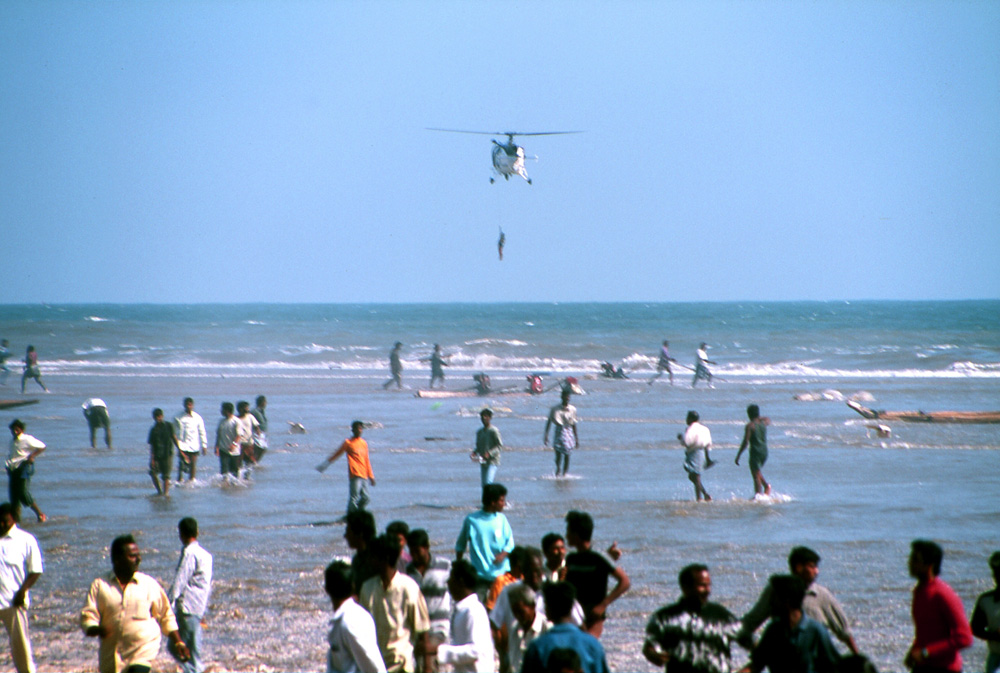
Marina Beach w Ćennaju (Indie) zaraz po pierwszej fali tsunami

Wyspy Andamańskie oraz Nikobarskie znajdowały się niedaleko na północ od epicentrum trzęsienia ziemi i dlatego poniosły w Indiach największe straty. Na południu archipelagu fala osiągnęła wysokość 15 metrów. Naliczono aż 5421 ludzi, którzy stracili życie, a odnaleźć nie można było podobnej liczby mieszkańców. Co piąty mieszkaniec archipelagu został ranny, zabity albo zaginął. Na wyspie Chowra zginęło 1 tys. osób, a przy życiu pozostało tylko 500. Niektóre wyspy należące do grupy Nancowry zostały całkowicie zatopione. Ich mieszkańcy nie dają znaku życia, a było ich 18 tys. Baza indyjskiej armii położona na Wyspach Nikobarskich została prawie całkowicie zniszczona.
Niektóre wyspy Andamańskie oraz Nikobarskie zamieszkiwały pierwotne plemiona (Jarawa, Sentinelczycy z wyspy Sentinel Północny, Shompen, Onge z Małego Andamanu oraz lud zamieszkujący Wielką Wyspę Andamańską). Ich liczba była bardzo niewielka – największy szczep liczył 1 tys. osób. Tylko pojedyncze osoby straciły życie i większość miejscowej ludności przetrwała w domach na wyższych terenach.
Na Subkontynencie Indyjskim spora część wschodniego wybrzeża została dotknięta klęską. Ponad 7 tys. osób zostało zabitych, a kolejne tysiące doznały ran i straciły swoje domy oraz miejsca pracy. Ocean, który żywił zamieszkujących masowo indyjskie wybrzeże rybaków, roztrzaskał ich łodzie o ląd. W stanie Tamil Nadu doliczono się ponad 3200 zabitych, 487 osób zginęło w Pondicherry, a 89 w Andhra Pradesh (1 200 zaginionych). W stanie Kerala życie straciły 174 osoby, a pozbawionych domostw zostały tysiące.
Spora część ofiar z Tamil Nadu pochodziła z dystryktu Nagapattinam (1 700), Cuddalore (ponad 400), Kanyakumari (525) oraz miasta Ćennaj (Madras; 200). Skutki powodzi uniemożliwiły ratownikom dotarcie do dystryktów Nagapattinam oraz Cuddalore nawet z użyciem śmigłowców. Spora część ofiar z miasta Kanyakumari została zaskoczona nad brzegiem morza w czasie rytualnych ablucji. Ponad 700 osób zostało uwięzionych w sanktuarium Vivekananda na jednej z przybrzeżnych wysp. Z tego 650 udało się ewakuować, ale 50 zaginęło. Na plaży Marina dzieci bawiły się na plaży, a ich rodzice odbywali poranne spacery. Nie odnaleziono przynajmniej 5 tysięcy ludzi, którzy się tam znajdowali.
W miastach Velankanni i Nagapattinam potwierdzono śmierć co najmniej 1500 osób. Większość ofiar była wśród wiernych, których fale zalały podczas uroczystości z okazji Bożego Narodzenia w bazylice Matki Boskiej. Woda wdarła się do jednego z indyjskich reaktorów atomowych w Kalpakkam, co zmusiło obsługę do jego wyłączenia. Nie zanotowano większych uszkodzeń, ani wycieku radioaktywnego.
Armia Indyjska, marynarka oraz straż wybrzeża zostały postawione w pogotowie, aby nieść pomoc ofiarom tsunami. Podjęto lotnicze zrzuty zaopatrzenia dla potrzebujących. Władze tego kraju wysłały na pomoc Sri Lance, Indonezji i Malediwom 4 tys. żołnierzy. Jednak na własnym terytorium władze Indii miały spore trudności organizacyjne. Geetanjali Master, pracownik UNICEF w Nagapattinam (stan Tamilnadu) stwierdził, że często niepotrzebnie dostarczona żywność gnije w jednych miejscach, podczas gdy w innych panuje głód. Natomiast UNICEF w obawie epidemii podjął akcję szczepień przeciw odrze. W stanie Kerala rozprowadzono 15 tys., a w Tamil Nadu 100 tys. dawek szczepionki.

### Indonezja

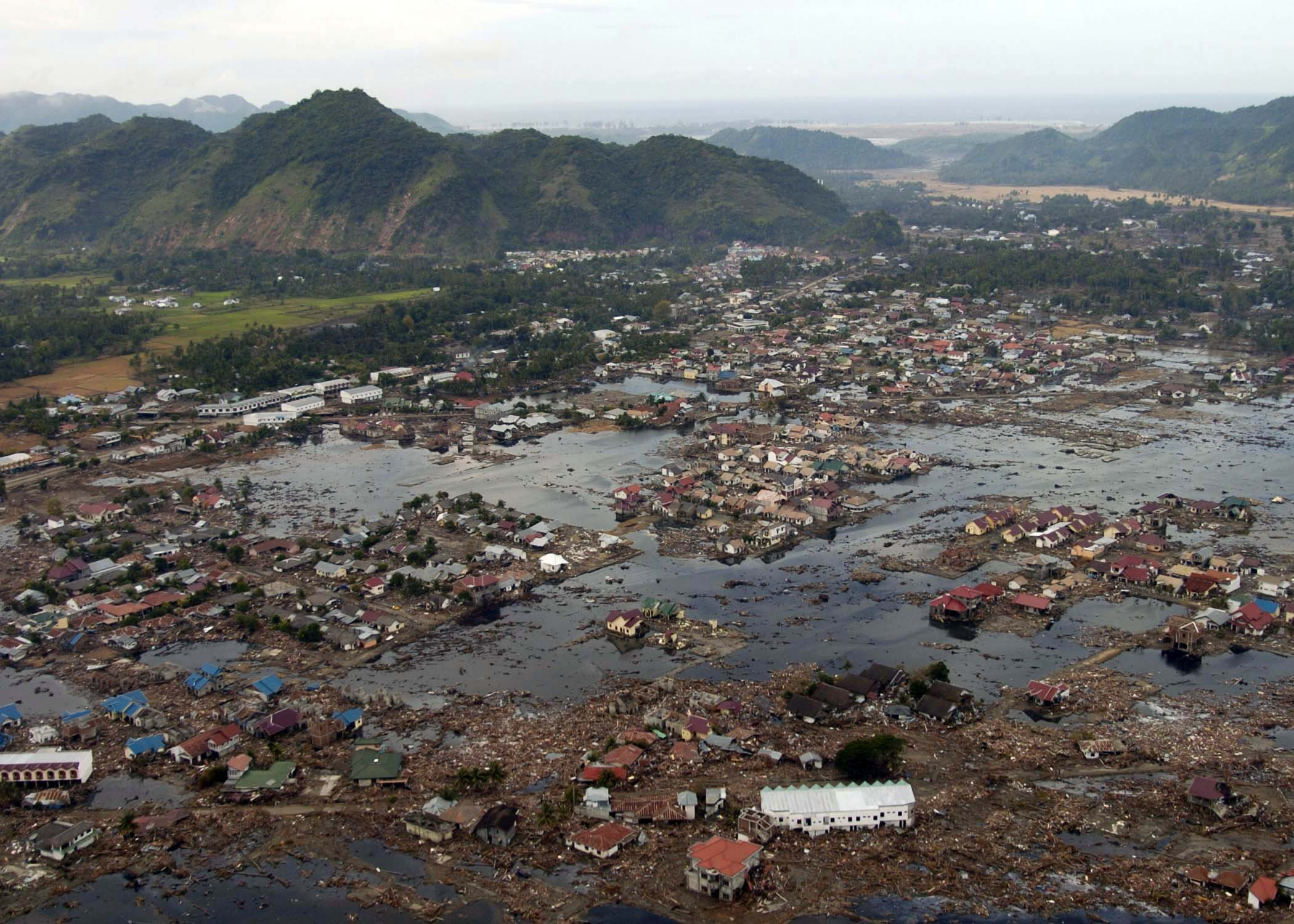
Wieś na Sumatrze po przejściu fali

Indonezyjskie Ministerstwo Zdrowia potwierdziło śmierć ponad 80 tys. osób. Spośród nich 9 tys. zginęło w stolicy prowincji Banda Aceh oraz w okolicznych miejscowościach. Teren ten oprócz fal tsunami dotknęły fale sejsmiczne. Wstrząsy spowodowały zawalenie się wielu budynków. Jeden z urzędników rządowych ocenił, że w Meulaboh, innym mieście z tej prowincji mogło zginąć 60 tys. osób, co trzeci mieszkaniec. W tę miejscowość uderzyło aż siedem fal tsunami. Inne źródła rządowe przekazały ONZ, że trzęsienie zabiło tam co trzeciego mieszkańca (40 tys.).
W narodowym raporcie nie uwzględniono ciągle wielu mniejszych miast na zachodnim wybrzeżu Sumatry. Specjaliści ONZ sądzą, że w wielu z tych miejsc zginął co czwarty mieszkaniec. Setki tysięcy ludzi straciły dach nad głową.
Niepokój budził brak informacji z wielu niewielkich wysp położonych na zachodnim wybrzeżu Sumatry. Między innymi są to najbiedniejsze w Indonezji wyspy Simeulue i Nias. W przypadku samej Nias oficjalne źródła podają liczbę 122 zabitych. Jednak z nieoficjalnych źródeł (rodziny korzystające z telefonów radiowych) mogło zginąć od 600 do ponad 1000 osób. Wiele linii komunikacyjnych zostało zniszczonych, a radio było zakłócane przez złe warunki atmosferyczne.
Sama fala tsunami dosięgnęła przede wszystkim prowincji Aceh oraz pozostałych rejonów Północnej Sumatry. Dziesięciometrowe fale minęły północne krańce wyspy i popłynęły w kierunku Cieśniny Malacca. Uderzyły w północno-wschodnie wybrzeża niedaleko miasta Bierun. Zachodnie brzegi Sumatry znajdowały się 100 km od epicentrum. Co najmniej pięć wiosek zostało całkowicie zniszczonych. Podczas lotów zwiadowczych ratownikom ukazały się tysiące zatopionych domów. Ci, którzy przetrwali musieli przez wiele dni żywić się znalezionymi orzechami kokosowymi. W wielu miejscowościach pojawili się bandyci, rabujący rzeczy ocalałe z powodzi.
Ulice wielu nadbrzeżnych miast pokryły stosy trupów. W obliczu zagrożenia epidemią cholery oraz czerwonki ratownicy przystąpili do kopania masowych grobów, w których spiętrzono stosy niezidentyfikowanych ciał. Jednym z najbardziej poszukiwanych artykułów pierwszej potrzeby stały się worki na zwłoki.
W Banda Aceh ponad 110 tys. osób znalazło się w obozach dla uchodźców. Mieszkańcy nie dotknięci kataklizmem rozpoczęli zbiórkę ubrań, a organizacje rządowe przystąpiły do budowy tymczasowych namiotów. Jednak silne deszcze stały się udręką dla pozbawionych domu ofiar. Uchodźcy myli się i pili wodę z tego samego źródła. Wiele dzieci zachorowało i zostało zarażone pasożytami. Anonimowy pracownik ONZ stwierdził, że wiele z nich jest bardzo poważnie chorych, a niedożywione matki straciły pokarm i nie mogą karmić piersią swoich dzieci.

### Malezja

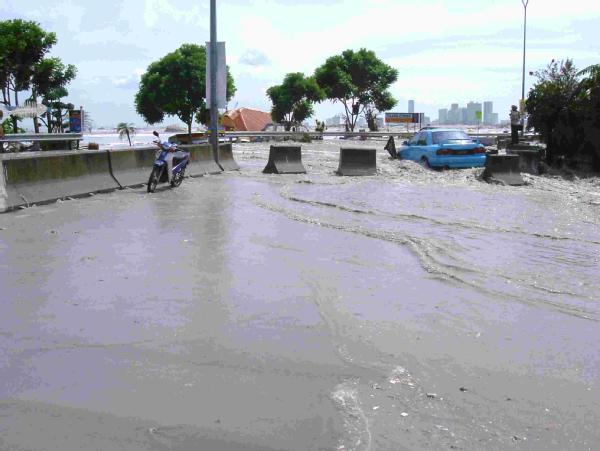
Wody zalewające Penang, Malezja

Mimo bliskości do epicentrum trzęsienia, Malezja uniknęła wielu strat, bowiem wyspa Sumatra osłoniła większość archipelagu, największe straty odnotowano w regionach północnych. Media zdążyły ostrzec ludność na godzinę przed uderzeniem fali. Ratownicy wywiesili na plażach czerwone chorągiewki sygnalizując nadciągające zagrożenie. Dzięki temu liczba ofiar wyniosła jedynie 68 osób (52 – Penang, 12 – Kedah, 3 – Perak, 1 – Selangor). Sporą część ofiar z Penang stanowiły dzieci bawiące się na publicznych plażach. Nie zanotowano ofiar wśród turystów. Wiele rybackich osad zostało poważnie zniszczonych na Kuala Muda w Kedah i na wyspie Langkawi. W mieście Penang fale porwały znaczną liczbę pojazdów. Jednak i w Malezji wielu ludzi bardzo ucierpiało. Zulkifli Mohamad Noor straciła pięcioro z siedmiorga swoich dzieci na plaży Pasir Panjang. Wstrząsy tektoniczne odczuli również pracownicy Bliźniaczych Wież PETRONAS.
Premier Malezji Abdullah Ahmad Badawi skrócił swoje wakacje w Hiszpanii i powrócił do kraju. Nakazał on zaprzestanie wszelkich noworocznych uroczystości oraz ponaglił wszystkich, aby zamiast tego się modlili. Rząd postanowił też odroczyć decyzje o deportacji nielegalnych imigrantów o miesiąc (z 31 grudnia 2004 do 31 stycznia 2005). Rząd obiecał rodzinom zabitych po 1000 ringgitów (750 zł) odszkodowania, a rannych po 200 ringgitów. Osoby, które musiały uciekać otrzymają 200 ringgitów, mieszkańcy uszkodzonych domostw 2000 ringgitów, zniszczonych 5 000, właściciele roztrzaskanych łodzi rybackich 1000 za mniejszą i 3000 za większą.

### Malediwy

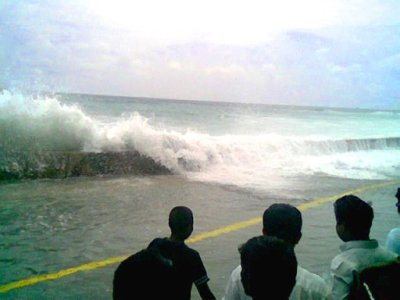
Fale zalewające stolicę Malediwów

Tsunami dotarło do Malediwów w ciągu dwóch godzin od wstrząsu sejsmicznego, osiągając maksymalną wysokość 4 metrów.
Ostateczna liczba zabitych wyniosła 108 osób. Ponad 1300 osób zostało rannych. Ponad 8 tysięcy budynków zostało zniszczonych lub uszkodzonych, w tym szkoły i szpitale na 53 wyspach. Straty szacowano na 470 mln dolarów. Dwie trzecie stolicy Malé zostało zalane w godzinach porannych. Wiele nisko położonych atoli zostało całkowicie zalanych. Dotyczyło to wielu ośrodków turystycznych. Czternaście wysp zostało całkowicie ewakuowanych.
Rząd ogłosił stan klęski narodowej. Powołano specjalne siły ratownicze, aby udzielić pomocy ofiarom oraz dostarczyć im niezbędne do przetrwania rzeczy. Dużym problemem stał się brak sprawnych linii komunikacyjnych. Większość z nich zniszczyły fale, a rząd nie przygotował planu ratunkowego na wypadek klęsk naturalnych.

### Mjanma
Zgodnie z oficjalnymi raportami rządowymi w Mjanmie fale tsunami zabiły 90 osób. W delcie Irawadi zginęło najwięcej osób. Zniszczeniu uległo kilka wiosek oraz most. Władze wojskowej junty sprawującej władzę w Birmie, ocenzurowały wszelkie informacje w mediach o katastrofie i dlatego dokładne dane nie są znane. Urzędnicy reżimu twierdzili najpierw, że zginęło 36 osób, a potem zwiększyły tę liczbę do 90. Wojsko zablokowało cały dotknięty klęską rejon. Obcokrajowcom zabroniono oddalania się z miasta Kawthaung na dalej niż 3 km. Całe wybrzeże patrolowały łodzie wojskowe, mające uniemożliwić dziennikarzom dotarcie do zniszczonego obszaru. Wszystkie te działania niedemokratycznego reżimu miały na celu ukrycie prawdziwej liczby ofiar, którą niektórzy specjaliści oceniali na wiele tysięcy. Najprawdopodobniej tsunami zabiło w Mjanmie około 400 osób.

### Somalia
Wiele wiosek na wybrzeżu Somalii, mimo że są położone w odległości 4500 km od epicentrum trzęsienia ziemi, zostało całkowicie zniszczonych. Maksymalna wysokość do jakiej dotarła fala, to 9 metrów. Według oficjalnych danych zginęło 298 osób, a ponad 50 tys. Somalijczyków musiało opuścić swoje domy.
Ściany wody otoczyły główny meczet w mieście Brava. Według przekazanych informacji wioski Beyla, Gracad, Muduy, Nugaal w rejonie Puntland zostały starte z brzegu. W Somalii brak jest działającej administracji rządowej, większa część liczącego 1000 km wybrzeża jest kontrolowana przez lokalne zbrojne bandy, co utrudniało zebranie informacji i niesienie pomocy. ONZ udzieliła pomocy 2 tys. ludzi pozbawionym przez fale domostw na przylądku Hafun, leżącym 1150 na północny wschód od Mogadiszu.

### Sri Lanka

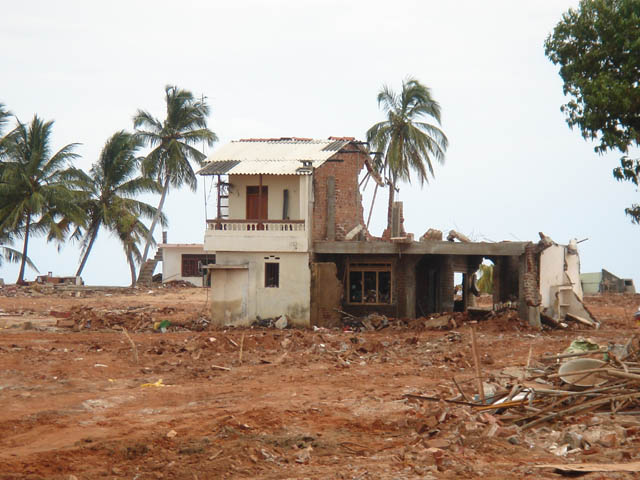
Zniszczony dom w Hambantota

Władze Sri Lanki potwierdziły śmierć 29 744 osób. Woda zabiła w większości dzieci i osoby starsze. Największe fale uderzyły w południowe i wschodnie wybrzeża wyspy. Rebelianci należący do armii Tamilskich Tygrysów mieli w tym czasie pod kontrolą większą część północnego oraz wschodniego wybrzeża. Na ich terytorium liczbę osób zaginionych oszacowano na 18 481. Zniszczony wojną kraj miał duże problemy z udzieleniem ofiarom należytej pomocy oraz dokładnym policzeniem ciał tych, którzy zginęli. Po wyspie tułało się ponad 889 175 ludzi pozbawionym przez żywioł domów. Rozkładające się zwłoki doprowadziły do zagrożenia epidemią, a rząd miał bardzo ograniczone zasoby środków ratowniczych. Mimo konfliktu dzielącego tamilskich rebeliantów i oddziały rządowe, obie te organizacje połączyły swoje siły w akcji pomocy ofiarom.
1200 ciał zabitych naliczono w Batticaloa na wschodzie. W Trikunamalaja zabójcze ściany wody wdarły się 2 km w głąb lądu zabijając 800 osób na północnym wschodzie Sri Lanki. Baza marynarki Trincomalee została całkowicie zalana. W Mullaitivu oraz Vadamaradchi East naliczono 1 tys. osób pozbawionych życia przez żywioł. Ekspres “Królowa Morza” relacji Kolombo – Galle został przez fale porwany razem z torami. Spośród wszystkich 1600 pasażerów uratowało się 300 osób.
Szkolnictwo na Sri Lance poniosło wielkie straty. Aż 170 budynków zostało zniszczonych przez żywioł, a kolejne 180 zamieniono na obozy dla uchodźców.
Ludność Sri Lanki przystąpiła do zbierania darów dla osób, które straciły cały dobytek. Ratownicy dostarczają pomoc potrzebującym, ale nawet w najbiedniejszych rejonach kraju zwykli ludzie ofiarują ofiarom pieniądze, wodę, worki z ryżem oraz ubrania jako pomoc.
Oprócz domów mieszkańców wyspy fale zdewastowały również wiele hoteli. Ośrodki turystyczne, położone na południowym wybrzeżu były pełne zagranicznych turystów spędzających na Sri Lance bożonarodzeniowy weekend. Rząd przerzucił w rejon klęski 20 tys. żołnierzy, aby pomóc ofiarom oraz zatrzymać bandytów ograbiających ich zrujnowane domy. Chińskie miny przeciwpiechotne pozostałe po dwudziestu latach wojny domowej na Sri Lance, zostały wypłukane przez fale, które rozrzuciły je wzdłuż wybrzeża stwarzając ogromne zagrożenie dla ludności. Norweska organizacja humanitarna “The Norwegian Peoples’ Aid” ogłosiła apel, aby zorganizować misję saperów mających pomóc w oczyszczaniu wybrzeża Sri Lanki z tych niebezpiecznych przedmiotów.
W Parku Narodowym Yala uratowała się większość dzikich zwierząt. Uciekły one w wyżej położone rejony, zupełnie jakby wcześniej wyczuły nachodzące zagrożenie. Pojawiły się spekulacje, że wyczuły infradźwięki wytwarzane przez falę. Najprostszym wyjaśnieniem fenomenu może być fakt, że większość zwierząt biega szybciej od ludzi i dlatego zdążyły uciec przed śmiercionośną ścianą wody.

### Tajlandia

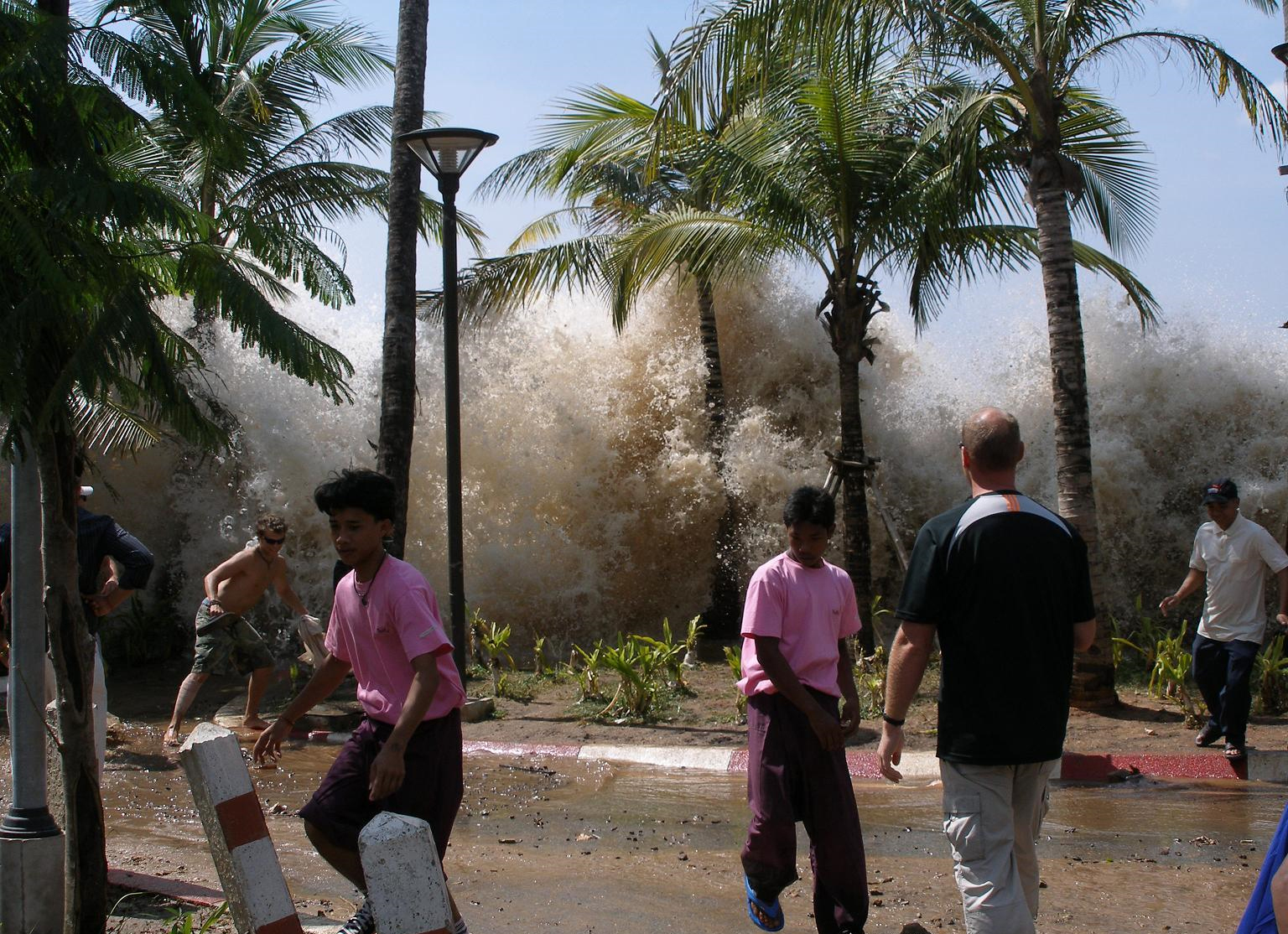
Tsunami w Tajlandii

Rząd Tajlandii potwierdził śmierć 4985 ludzi, 10 350 zostało rannych, a ponad 6424 zaginęło. Tsunami uderzyło w popularny ośrodek wypoczynkowy Phuket. Mniej znaną wśród turystów miejscowość Khao Lak 80 km na północ ściany wody potraktowały jeszcze gorzej. Świadkowie twierdzili, że żywioł pozostawił na plaży w tej miejscowości 700 ludzkich ciał. Całkowita liczba zabitych może przekroczyć 2 tysiące. W przeciwieństwie do wysokich hoteli Phuket, w Khao Lak turyści mogli wypoczywać w domkach letniskowych. Do akcji usuwania zniszczonych domów wykorzystano sześć słoni. Te ogromne zwierzęta z łatwością podnosiły swoimi trąbami szczątki budynków i wydobywały ciała zabitych.
Tajlandzki wiceminister spraw wewnętrznych Sutham Sangprathum stwierdził, że pośród wszystkich ofiar tragedii w jego kraju było ponad 700 turystów. W Phuket zebrano ciała 44 obcokrajowców. Na wyspie Ko Phi Phi mordercze fale zmyły setki domków letniskowych. W akcji ratunkowej uczestniczyli posiadacze motorowych riksz, przewożący ofiary do szpitali i ratujący turystów przez nadciągającą ścianą wody. U wybrzeży Tajlandii wiele osób nurkowało w czasie uderzenia fali. Ciała niektórych z nich odnaleziono rozerwane przez żywioł na kawałki. Jedną z tak zabitych ofiar był Bhumi Jensen, wnuk króla Ramy IX.
Mimo ogromu klęski Tajowie jak najszybciej postanowili powrócić do normalnego życia. Już 2 stycznia 2005 roku 80% hoteli otworzyło swoje podwoje dla gości oferując zniżki do 75%.

### Pozostałe kraje

#### Bezpośrednio poszkodowane
Wiele innych krajów zostało dotkniętych przez tsunami oraz fale sejsmiczne. Obywatele Tanzanii stracili życie, a mieszkańcy innych państw doznali wielu strat materialnych. Kraje takie jak Oman czy Australia zarejestrowały tylko niegroźne prądy morskie na swoich wybrzeżach. Obywatele wielu krajów świata zostali pozbawieni życia lub zaginęli podczas bożonarodzeniowego wypoczynku na pięknych plażach Tajlandii i Sri Lanki.
| Państwo           | Skutki |
| Australia         | Wstrząsy były odczuwalne wzdłuż północno-zachodniego wybrzeża, zarejestrowano też małe podtopienia. Na terenie Zachodniej Australii w Geraldton, 425 km na północ od Perth, kilka łodzi zerwało się z cum. Natomiast w Busselton, 750 km na południe ojciec z synem zostali porwani razem z łodzią na pełne morze, ale udało się ich uratować. Na terenie Australii nie zanotowano ofiar śmiertelnych. Obawiano się strat na Wyspach Kokosowych, ale nie odnotowano żadnych ofiar. Kilka osób bawiących się na plaży Wyspy Bożego Narodzenia, zostało wciągniętych przez prąd 150 metrów w głąb morza, ale zdołały dotrzeć do lądu |
| Bangladesz        | Zginęło dwoje dzieci, których turystyczna łódź przewróciła się do góry dnem na skutek uderzenia fali. |
| Kenia             | Atak tsunami wywołał niewielkie straty materialne. Dwie osoby utonęły w Watamu, niedaleko Mombasy, jedna została ranna |
| Madagaskar        | Fale zalały szereg nisko położonych nadmorskich obszarów, ale nie odnotowano ofiar. Tsunami o wysokości 1,6 metra przelało się przez wioskę niedaleko Munakary, niszcząc domy 1200 osób. Dodatkowym problemem stał się zbliżający się do wyspy cyklon Chambo. |
| Mauritius         | Uderzenia tsunami nie zabiły nikogo, ale na północy wyspy jedna wioska została całkowicie zatopiona. |
| Oman              | Fale rozbiły się na wybrzeżu, ale nikt nie ucierpiał. |
| Południowa Afryka | Dwie osoby zginęły. Wahania poziomu morza mieściły się w granicach 2–3 metrów (KwaZulu-Natal, Przylądek Wschodni). Pierwsza z ofiar straciła życie na plaży Blue Horizon w mieście Port Elizabeth, a druga utonęła w rzece Quinera w Gonubi. |
| Seszele           | Życie straciła jedna osoba. Główny most w stolicy kraju, mieście Victoria został zniszczony. |
| Singapur          | Wstrząsy sejsmiczne odczuli mieszkańcy wyższych pięter wieżowców. |
| Tanzania          | Życie straciło 10 osób. Tankowiec przewożący ropę, osiadł na mieliźnie w Dar es Salaam, uszkadzając ropociągi |

#### Pośrednio poszkodowane

##### A-C
| Państwo   | Ofiary |
| Argentyna | Według MSZ 11 osób zaginęło w Tajlandii, 5 w Indonezji, 2 w Indiach. |
| Australia | Zgodnie z raportem MSZ ponad 9 tys. obywateli tego kraju znajdowało się w rejonie zagrożenia morderczą falą, nie doliczono się 1 250. Potwierdzono śmierć 26 osób, w tym 6-miesięcznego niemowlęcia, 16-letniej dziewczynki dotkniętej zespołem Downa. Zginął także znany sportowiec Troy Broadbridge. 5 osób zginęło w Tajlandii, 3 na Sri Lance. Aż 12 osób było zaginionych, w tym: 9 w Tajlandii, 2 w Indonezji, 1 na Wyspach Nikobarskich. Rannych zostało 30 osób (25 w Tajlandii, 3 na Sri Lance, 1 w Indiach). Ministerstwo spraw zagranicznych obawiało się, że dodatkowe 41 straciło życie. Media spekulowały, że zginęło kilkuset Australijczyków, |
| Austria   | 86 Austriaków zginęło na terenie Tajlandii i Sri Lanki. Ponad dwustu rannych Austriaków, zostało przetransportowanych do kraju. W zagrożonym rejonie przebywało 1500 turystów. |
| Belgia    | Jedenastu Belgów zostało zabitych w Phuket i Khao Lak (Tajlandia). Rząd obawiał się, że śmierć mogła dosięgnąć kilkuset. |
| Brazylia  | Brazylijski dyplomata Lys Amayo de Benedek D’Avola oraz jego 10-letni syn zginęli w Phi Phi, a dwie inne osoby zaginęły. |
| Chile     | Pierwsze raporty zawierały informację o 56 zaginionych osobach, ale wszystkie oprócz Francisci Cooper się odnalazły. Wypoczywała ona w Phi Phi. Kolejny raport stwierdził brak 9 kolejnych osób różnych narodowości legitymujących się chilijskimi paszportami. |
| Chiny     | Osiem osób zostało rannych w Tajlandii, a czterdzieści zaginęło. Aktor filmów akcji Jet Li doznał niegroźnej rany stopy podczas ratowania życia swojej córki. |
| Chorwacja | Trzyletnia dziewczynka straciła życie w Tajlandii, a 2 osoby zaginęły. |
| Czechy    | Młoda dziewczyna zginęła w Tajlandii. Szacowano, że dodatkowe 6 osób straciło życie. Pięcioro było rannych w Tajlandii, w tym modelka Petra Nemcova, a jej narzeczony zginął (Brytyjczyk). Około 1 tys. Czechów przebywało w rejonie klęski. |

##### D-H
| Państwo   | Ofiary |
| Dania     | Potwierdzono śmierć 43 osób w Tajlandii i dwóch na Sri Lance, a jedna zaginęła. |
| Estonia   | 3 osoby zginęły w Tajlandii, a przynajmniej jedna ranna w Malezji |
| Filipiny  | Osiem osób nie żyje, a kilka zostało rannych w Phuket. |
| Finlandia | Finlandia należy do tych krajów, które poniosły największe straty. Potwierdzono śmierć 178 Finów w Tajlandii i jednego na Sri Lance, a pięciu uznaje się za zaginionych Większość w Khao Lak. Z klęski uratowali się minister finansów Sauli Niinistö, a muzyk Aki Sirkesalo oraz jego rodzina zginęli. |
| Francja   | Zginęło 95 Francuzów a 189 zostało rannych. |
| Grecja    | Minister spraw zagranicznych stwierdził, że jedna osoba została lekko ranna w Tajlandii. Szacowano, że w chwili uderzenia fali w Phuket znajdowało się 300 Greków. |
| Hiszpania | Według MSZ zgodnie z danymi na 30 grudnia 11 turystów zaginęło na wyspie Javelock (Andamany) oraz w Phuket. |
| Holandia  | Rząd holenderski potwierdził śmierć 36 osób większość w Phuket i Phi Phi, Pięciu Holendrów zaginęło. |
| Hongkong  | 38 obywateli Hongkongu zginęło, zaś dwie wciąż pozostają zaginione. |

##### I-N
| Państwo          | Ofiary |
| Irlandia         | Cztery osoby zginęły w Tajlandii. |
| Izrael           | Sześciu Izraelczyków straciło życie, a 1 zaginął w Phuket. |
| Japonia          | Odnaleziono ciała 37 martwych obywateli Japonii, a 7 uznaje się za zaginionych. Pośród ofiar jest Sadayuki Yoshino, pierwszy sekretarz japońskiej ambasady w Bangkoku oraz jego 8-letni syn. Wypoczywali wspólnie na plaży w Phuket. Ciało dziecka odnaleziono.                                                                                          |
| Kanada           | Potwierdzono śmierć 15 Kanadyjczyków, w tym jeden na Sri Lance. W Phuket życie straciły dwie osoby, kolejne dwie zaginęły, a 12 zostało rannych. Na Malediwach zaginęło 11 Kanadyjczyków, ale za to 45 udało się odnaleźć żywych. |
| Kolumbia         | W Tajlandii zginęło 18-miesięczne niemowlę, a jego rodzice oraz brat zostali ranni – stwierdził to konsul Kolumbii w Dżakarcie |
| Korea Południowa | 17 straciło życie oraz 3 zaginęło, a 17 zostało rannych. |
| Malezja          | Sześć osób zginęło w południowej Tajlandii |
| Meksyk           | Dwie osoby zginęły, a 10 trafiło do szpitali. |
| Niemcy           | Niemcy są drugim państwem w Europie pod względem liczby ofiar w tej katastrofie. Szacuje się, że 10 tys. Niemców przebywało w regionie dotkniętym przez tsunami. Potwierdzono śmierć 539 Niemców, zaś 13 jest uznanych za zaginionych Były kanclerz Niemiec Helmut Kohl został ewakuowany helikopterem z dachu hotelu, w którym wypoczywał na Sri Lance. |
| Nowa Zelandia    | MSZ potwierdził śmierć sześciu obywateli tego kraju, w tym kobiety która przyjęła dodatkowo obywatelstwo kanadyjskie. Jedenastu Nowozelandczyków trafiło do szpitali w Tajlandii, a jeden w Ćennaju (Indie). |
| Norwegia         | Zginęło 85 osób. |

##### P-S
| Państwo           | Ofiary |
| Polska            | MSZ podało, że 1 osoba zginęła, a 10 Polaków było poszukiwanych (stan na 11 stycznia 2005). Siedmioro poszukiwanych mieszkało poza Polską: w Szwecji (4), Niemczech (2) i Australii (1). Pozostali to mieszkańcy województw: mazowieckiego, wielkopolskiego i łódzkiego.                                                                                                |
| Portugalia        | Według MSZ nie był znany los 22 obywateli spośród 230 przebywających w rejonie kataklizmu. Jednak oficjalnie za zaginione uznano 8 Portugalczyków, a 3 przebywało w tajlandzkich szpitalach. |
| Rumunia           | Dwóch rumuńskich turystów zaginęło w Phuket, ale odnaleziono ich żywych. W obszarze objętym uderzeniem tsunami przebywało 20 obywateli tego kraju, ale Cristian Gaginschi, przedstawiciel MSZ twierdzi, że nikt więcej nie ucierpiał. |
| Rosja             | Według rosyjskiej ambasady w Tajlandii przynajmniej dwóch obywateli tego kraju zginęło w Phuket, a odnaleźć nie udało się prawie 50. W tajskim kurorcie przebywało około 1 tys. Rosjan, a spośród 250 przebywających w Sri Lance nikt nie doznał poważniejszej szkody.                                                                                                  |
| Południowa Afryka | Według MSZ 2034 obywateli Republiki Południowej Afryki przebywało w południowo-wschodniej Azji podczas kataklizmu. Potwierdzono śmierć 14 z nich w Tajlandii. |
| Singapur          | Przynajmniej siedem osób straciło życie: 1 – Sri Lanka, 1 – Indie, 5 – Tajlandia (Phuket). Nie udało się ustalić losu 18 Singapurczyków: 16 w Phuket i dwojga w Aceh (Indonezja). Kontaktu nie nawiązano ze 183 osobami. |
| Szwecja           | Szwecja jest krajem najbardziej w Europie dotkniętym przez katastrofę na Oceanie Indyjskim. W rejonie zagrożenia znalazło się 20 tys. Szwedów. Potwierdzono śmierć 543 obywateli tego kraju, głównie w Tajlandii, zaś 1500 zostało rannych. Wśród ofiar znalazł się wokalista grindcore’owego zespołu Nasum Mieszko Talarczyk – obywatel szwedzki polskiego pochodzenia |
| Szwajcaria        | MSZ potwierdził śmierć 106 osób. Sześciu obywateli tego kraju jest wciąż zaginionych. |

##### T-Z
| Państwo         | Ofiary |
| Tajwan          | Dwie osoby straciły życie, a kilka zaginęło i zostało rannych. Tajwańskie statki rybackie zostały uszkodzone podczas uderzenia fali, a liczące 35 osób załogi doznały niegroźnych obrażeń. |
| Turcja          | Zaginęło 75 Turków w tym 3 podczas nurkowania: 41 – Tajlandia, 7 – Indie, 5 – Malezja, 4 – Sri Lanka, 3 – Mjanma, 2 – Singapur, 7 – Indonezja. Dwoje obywateli tego kraju znalazło się w szpitalu w Phuket. Turecki operator GSM Turkcell podał, że jego komputery zarejestrowały aktywność 2500 należących do jego sieci telefonów w zagrożonym rejonie.                 |
| USA             | Departament Stanu stwierdził śmierć 14 Amerykanów. Jedną z ofiar był fotograf Fernando Bengoechea. W tym 7 osób zginęło w Sri Lance oraz taka sama liczba w Tajlandii. |
| Węgry           | Według MSZ 8 Węgrów zostało rannych w Phuket. |
| Wielka Brytania | Ponad 10 tys. Brytyjczyków było w zagrożonym rejonie. Potwierdzono śmierć 149 osób. Czternastoletnia wnuczka Richarda Attenborough, Lucy Holland, straciła życie, a 17-letnia Alice trafiła do szpitala, dodatkowo dwoje członków jego rodziny zaginęło. Zginął fotograf Simon Atlee, który przebywał tam ze swoją przyjaciółką Petrą Nemcovą. Modelce udało się przeżyć. |
| Włochy          | 40 mieszkańców Italii zostało zabitych w Tajlandii, około 600 osób było zaginionych. MSZ podało, że 5 tys. turystów oraz 3500 stałych mieszkańców z obywatelstwem włoskim przebywało w strefie zagrożenia. |

## Systemy wczesnego ostrzegania

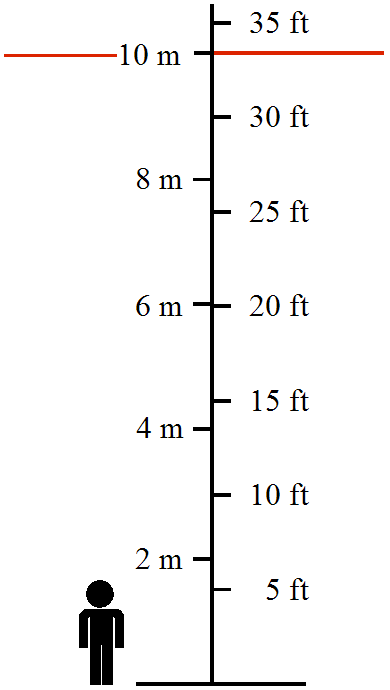
Względny rozmiar 10-metrowej fali

Tylko kraje leżące na wybrzeżach Pacyfiku stworzyły system wczesnego ostrzegania przed uderzeniami fal tsunami. Zarówno państwa położone wokół Oceanu Indyjskiego, jak i Atlantyku przez wiele lat ignorowały zagrożenie. Tylko na terenie Oceanu Spokojnego rozmieszczono system czujników połączonych ze stacjami monitorującymi. Dostęp do danych otrzymały lokalne media, aby w razie zagrożenia ostrzec przebywających na plażach mieszkańców. Początki systemu to rok 1965. Do zapoczątkowania działalności sieci monitoringu przyczyniło się trzęsienie ziemi z roku 1964, które wytworzyło fale uderzeniowe. Do systemu pacyficznego należy również Tajlandia, ale obejmuje on tylko wschodnie wybrzeża tego kraju. Pojedyncza stacja pomiarowa u wybrzeża Australii wykryła fale o wysokości 50 cm.
Amerykańska Służba Geologiczna (ang. US Geological Survey) wydała oświadczenie stwierdzające, że według niej wiele ofiar tsunami dałoby się uratować. Do wybrzeży Sri Lanki oraz Indii ściana wody dotarła dopiero po trzech godzinach. Co więcej, mieszkańcy tych państw byli pozbawieni podstawowej wiedzy na temat tego zagrożenia. Nie potrafili rozpoznać wyraźnych oznak nadciągającej fali aż do końca. Wielu ludzi specjalnie przyszło na brzeg, aby dokładnie przyjrzeć się żywiołowi.
Kiedy na plażach pojawiły się tysiące ludzkich ciał, politycy postanowili zbudować system wczesnego ostrzegania przed tsunami.

## Pomoc humanitarna
Ogromne zniszczenia postawiły przed światową społecznością wyzwanie na wielką skalę. Miliony ludzi straciły dostęp do wody i żywności. Gospodarka wielu społeczności zarabiających na utrzymanie dzięki morzu została zniszczona. Odpowiedzią była pomoc zebrana w kwocie wynoszącej około 10 mld USD.
W krajach dotkniętych klęską pojawił się strach przed wybuchem epidemii, błyskawicznie rozwijającej się na gnijących w ciepłym klimacie zwłokach. ONZ ogłosiła rozpoczęcie największej w swojej historii akcji pomocy humanitarnej. Rozpoczęto pośpieszne pozbywanie się ciał zabitych, aby uratować tych, którzy przeżyli kataklizm.
Polska Akcja Humanitarna zebrała w 2005 roku około 10 mln złotych. Suma została zmniejszona o 2 mln złotych podatku VAT, jakiego zażądał Urząd Skarbowy.